# کری شوپف
کری شوپف (ارمنی: Քերի Շոպֆ؛ انگلیسی: Carrie Schopf؛ زادهٔ ۱۳ آوریل ۱۹۵۷) سوارکار اهل ارمنستان-ایالات متحده آمریکا است. در سال ۲۰۱۹ مسابقات قهرمانی قاره‌ای/منطقه‌ای در روتردام هلند به مقام ۵۸ام انفرادی دست یافت.

## زندگی‌نامه
وی در ۱۳ آوریل ۱۹۵۷ به دنیا آمد  هم‌اکنون در برمن، آلمان اقامت دارد.